# 山西省人民政府
37°48′49″N 112°34′21″E / 37.81364°N 112.57257°E
山西省人民政府，是中华人民共和国山西省的省级地方行政机关。

## 沿革
1949年5月，山西全境解放。同年8月，华北人民政府正式任命山西省人民政府组成人员。1955年2月，山西省人民政府改组为山西省人民委员会。1967年3月，成立山西省革命委员会。1979年12月，山西省革命委员会撤销，复设山西省人民政府。
山西省政府自阎锡山在山西掌权以来长期位于杏花岭区府东街101号督军府旧址，一直到2017年9月1日，山西省政府搬入了位于小店区省府街3号的新址。

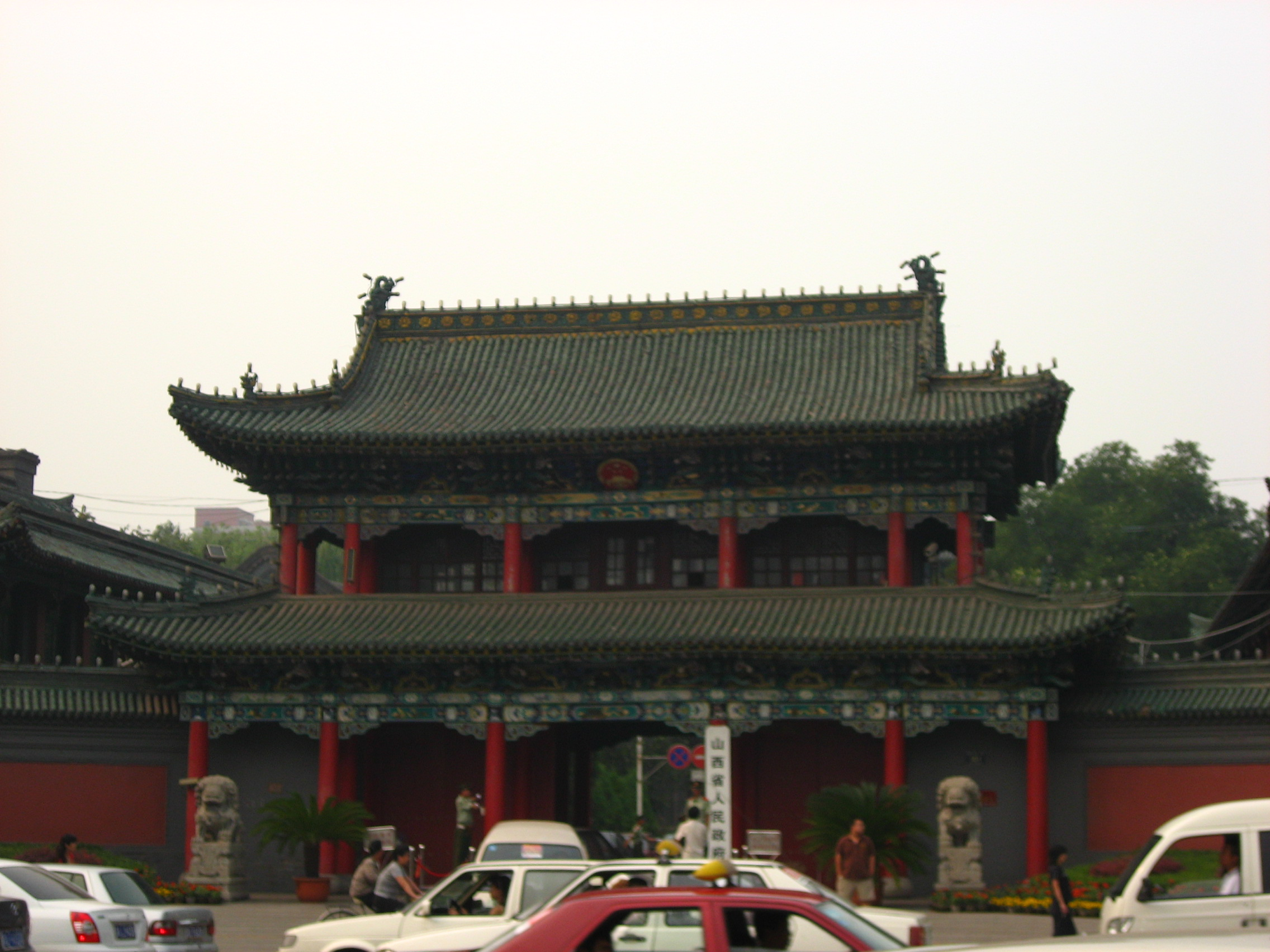
2007年，山西省政府搬迁前位于旧址时期的大门

## 职权
根据《中华人民共和国地方各级人民代表大会和地方各级人民政府组织法》第七十三条，县级以上的地方各级人民政府行使下列职权：
1. 执行本级人民代表大会及其常务委员会的决议，以及上级国家行政机关的决定和命令，规定行政措施，发布决定和命令；
2. 领导所属各工作部门和下级人民政府的工作；
3. 改变或者撤销所属各工作部门的不适当的命令、指示和下级人民政府的不适当的决定、命令；
4. 依照法律的规定任免、培训、考核和奖惩国家行政机关工作人员；
5. 编制和执行国民经济和社会发展规划纲要、计划和预算，管理本行政区域内的经济、教育、科学、文化、卫生、体育、城乡建设等事业和生态环境保护、自然资源、财政、民政、社会保障、公安、民族事务、司法行政、人口与计划生育等行政工作；
6. 保护社会主义的全民所有的财产和劳动群众集体所有的财产，保护公民私人所有的合法财产，维护社会秩序，保障公民的人身权利、民主权利和其他权利；
7. 履行国有资产管理职责；
8. 保护各种经济组织的合法权益；
9. 铸牢中华民族共同体意识，促进各民族广泛交往交流交融，保障少数民族的合法权利和利益，保障少数民族保持或者改革自己的风俗习惯的自由，帮助本行政区域内的民族自治地方依照宪法和法律实行区域自治，帮助各少数民族发展政治、经济和文化的建设事业；
10. 保障宪法和法律赋予妇女的男女平等、同工同酬和婚姻自由等各项权利；
11. 办理上级国家行政机关交办的其他事项。

## 历任领导

### 省长
……
- 刘振华（1999年7月—2004年1月）
- 张宝顺（2004年1月—2005年7月）
- 于幼军（2005年7月—2007年8月）
- 孟学农（2007年8月—2008年9月）
- 王君（2008年9月—2012年12月）
- 李小鹏（2013年1月—2016年8月）
- 楼阳生（2016年8月—2019年12月）
- 林武（2019年12月—2021年6月）
- 蓝佛安（2021年6月—2022年12月）
- 金湘军（2022年12月—2025年4月）
- 卢东亮（2025年6月—）

### 常务副省长
……
- 范堆相（2002年—2007年2月）
- 薛延忠（2006年11月—2008年5月）
- 申联彬（2008年5月—2010年1月）
- 李小鹏（2010年6月—2013年1月）
- 高建民（2013年2月—2018年5月）
- 林武（2018年5月—2019年1月）
- 胡玉亭（2019年4月—2021年7月）
- 张吉福（2021年11月—2022年12月）
- 吴伟（2022年12月—2024年11月）
- 卢东亮（2024年12月—2025年6月）

### 副省长
- 武新宇（1949年8月—1949年9月）
- 裴丽生（1949年8月—1952年4月）
- 王世英（1949年8月—1956年4月）
- 邓初民（1950年3月—1958年11月）
- 郑林（1955年2月—1967年3月）
- 焦国鼐（1955年2月—1977年12月）
- 武光汤（1955年2月—1967年3月，1979年12月—1983年4月）
- 张晓东（1955年2月—1958年11月）
- 卫恒（1956年4月—1956年5月）
- 刘开基（1956年4月—1967年3月）
- 张天乙（1956年4月—1961年，1979年12月—1983年4月）
- 王中青（1956年4月—1967年3月，1979年12月—1983年4月）
- 岳宗泰（1960年5月—1961年）
- 刘贯一（1963年9月—1977年12月）
- 贾云标（1964年10月—1967年3月，1977年12月—1983年4月）
- 卫逢祺（1964年10月—1967年3月，1979年12月—1983年4月）
- 刘格平（1965年12月—1967年3月）
- 黄克诚（1965年12月—1967年3月）
- 贾冲之（1965年12月—1967年3月，1979年12月—1983年4月）
- 张日清（1967年3月—1977年12月）
- 袁振（1967年3月—1977年12月）
- 郭永彪（1967年3月—1977年12月）
- 谢振华（1967年3月—1969年7月）
- 陈永贵（1967年3月—1979年12月）
- 韩英（1970年4月—1978年11月）
- 张平化（1971年4月—1977年12月）
- 王大任（1977年12月—1979年7月）
- 王庭栋（1977年12月—1979年12月）
- 王金籽（1977年12月—1979年12月）
- 郭凤莲（1977年12月—1979年12月）
- 赵雨亭（1977年12月—1979年12月）
- 史怀璧（1977年12月—1979年12月）
- 贾俊（1977年12月—1979年12月）
- 赵力之（1977年12月—1983年4月）
- 王茂林（1977年12月—1983年4月）
- 王克文（1979年1月—1979年12月）
- 郭钦安（1979年12月—1983年4月）
- 张健民（1979年12月—1983年4月）
- 阎武宏（1979年12月—1988年1月）
- 岳维藩（1979年12月—1983年4月）
- 麻贵书（1979年12月—1983年4月）
- 赵军（1979年12月—1983年4月）
- 潘瑞征（1979年12月—1983年4月）
- 霍泛（1981年3月—1983年4月）
- 王西（1981年3月—1983年4月）
- 白清才（1983年4月—1993年1月）
- 张维庆（1983年4月—1988年1月，1993年1月—1994年9月）
- 郭裕怀（1983年4月—1998年1月）
- 冯芝茂（1986年5月—1988年1月）
- 吴达才（1988年1月—1993年1月）
- 吴俊洲（1988年1月—1993年1月）
- 乌杰（蒙古族，1989年9月—1993年1月）
- 李振华（1991年2月—1993年1月）
- 王文学（1992年5月—1998年1月）
- 纪馨芳（1992年5月—1997年12月）
- 刘泽民（1992年7月—1996年8月）
- 彭致圭（1993年1月—1998年1月）
- 杜五安（1995年2月—2003年1月）
- 刘振华（1995年12月—1999年7月）
- 薛军（1995年12月—2000年1月）
- 王昕（1996年2月—2005年12月）
- 薛荣哲（1996年8月—1998年1月，1999年5月—2003年1月）
- 范堆相（1998年1月—2007年2月）
- 杨志明（1998年1月—2001年9月）
- 刘振华（1999年7月—2004年1月）
- 申联彬（2000年1月—2002年）
- 王显政（2000年9月—2001年10月）
- 靳善忠（2001年11月—2008年1月）
- 牛仁亮（2002年7月—2013年1月）
- 宋北杉（2002年7月—2007年11月）
- 梁滨（2003年1月—2008年6月）
- 张少琴（2003年11月—2008年1月）
- 胡苏平（2005年12月—2008年12月）
- 薛延忠（2006年11月—2008年5月）
- 张建民（2008年1月—2008年9月）
- 张平（2008年1月—2013年1月）
- 申联彬（2008年5月—2010年1月）
- 李小鹏（2008年6月—2013年1月）
- 张建欣（2009年1月—2016年1月）
- 高建民（2010年11月—2013年2月）
- 任润厚（2011年1月—2014年8月）
- 郭迎光（2011年9月—2018年1月）
- 王一新（2013年1月—2022年1月）
- 张复明（2013年1月—2023年1月）
- 贺天才（2017年7月—2023年1月）
- 王成（2019年3月—2021年1月）
- 吴伟（2019年8月—2021年11月）
- 卢东亮（2020年5月—2021年11月）
- 韦韬（2021年2月—2021年11月）
- 于英杰（2021年4月—2023年1月）
- 孙洪山（2021年6月—2022年12月）
- 汤志平（2022年1月—）
- 刘旸（2022年5月—2024年2月）
- 熊继军（2023年1月—2024年8月）
- 赵红严（2023年1月—）
- 杨勤荣（2023年1月—）
- 林红玉（2024年7月—）
- 张韶华（2024年11月—）
- 景普秋（2025年2月—）

### 秘书长
……
- 张建民（2006年11月—2008年1月）
- 王清宪（2008年3月—2011年2月）
- 陈永奇（2011年3月—2013年2月）
- 廉毅敏（2013年6月—2016年11月）
- 王纯（2016年11月—2021年1月）
- 朱鹏（2021年1月—2022年5月）
- 李秋柱（2022年5月—）

## 机构设置
根据中共中央办公厅、国务院办公厅《关于印发〈山西省机构改革方案〉的通知》，山西省人民政府设置工作部门42个，其中省政府办公厅和组成部门23个，直属特设机构1个，直属机构13个，部门管理机构5个。。
山西省人民政府设置下列机构：
- 山西省人民政府办公厅

### 组成部门
- 山西省发展和改革委员会
- 山西省教育厅
- 山西省科学技术厅
- 山西省工业和信息化厅
- 山西省公安厅
- 山西省民政厅
- 山西省司法厅
- 山西省财政厅
- 山西省人力资源和社会保障厅
- 山西省自然资源厅
- 山西省生态环境厅
- 山西省住房和城乡建设厅
- 山西省交通运输厅
- 山西省水利厅
- 山西省农业农村厅
- 山西省商务厅
- 山西省文化和旅游厅
- 山西省卫生健康委员会
- 山西省退役军人事务厅
- 山西省应急管理厅
- 山西省审计厅
- 山西省人民政府外事办公室

（省自然资源厅挂省绿化委员会牌子；省交通运输厅挂省民航机场管理局牌子；省应急管理厅挂省地方煤矿安全监督管理局牌子。）

### 直属特设机构
- 山西省人民政府国有资产监督管理委员会

### 直属机构
- 山西省市场监督管理局
- 山西省广播电视局
- 山西省体育局
- 山西省统计局
- 山西省人民政府研究室
- 山西省行政审批服务管理局
- 山西省信访局
- 山西省地方金融管理局
- 山西省能源局
- 山西省文物局
- 山西省人民防空办公室
- 山西省医疗保障局（副厅级）

（省市场监督管理局挂省知识产权局牌子；省地方金融管理局牌子挂在中共山西省委金融委员会办公室，并加挂中共山西省委金融工作委员会牌子，列入中共山西省委机构序列；省行政审批服务管理局挂省政务信息管理局牌子；省国防动员办公室挂省人民防空办公室牌子。）

### 部门管理机构
- 山西省粮食和物资储备局，由省发展和改革委员会管理。
- 山西省民营经济发展局，由省工业和信息化厅管理。
- 山西省监狱管理局，由省司法厅管理。
- 山西省林业和草原局，由省自然资源厅管理。
- 山西省药品监督管理局，由省市场监督管理局管理。

### 直属事业单位
- 山西省社会科学院
- 山西农业大学
- 山西省林业科学研究院
- 山西省煤炭地质局
- 山西省地质矿产勘查开发局
- 山西省供销合作社联合社
- 山西省人民政府残疾人工作委员会
- 山西省城镇集体工业联合社
- 中国煤炭博物馆
- 山西省地质勘察局
- 山西省公共资源交易中心
- 万家寨引黄工程管理局
- 山西省农业机械发展中心
- 云冈研究院（副厅级）

（省社会科学院挂省人民政府发展研究中心牌子；山西农业大学挂山西省农业科学院牌子；省公共资源交易中心挂省政务服务中心牌子。）

### 派出机构
- 山西转型综合改革示范区管理委员会
- 山西省人民政府驻北京办事处
- 山西省人民政府驻上海办事处
- 山西省人民政府驻广州（深圳）办事处
- 山西省人民政府驻天津办事处
- 山西省人民政府驻新疆办事处